# As-Sulaimaniyya (Gouvernement)
As-Sulaimaniyya (kurdisch سلێمانی Silêmanî; arabisch السليمانية, DMG as-Sulaymānīya) ist ein Gouvernement der Autonomen Region Kurdistan im Irak und liegt an der iranischen Grenze. Die Hauptstadt ist Sulaimaniyya. Das Gouvernement hat eine Bevölkerung von 2.021.175 Einwohnern; dies kann sich ändern, sobald Artikel 136 der neuen irakischen Verfassung angewandt wird. Demnach müssten die Distrikte Kelar und Dschamdschamāl wieder dem Gouvernement Kirkuk angegliedert werden.
Die Mehrheit der Bevölkerung besteht aus Kurden. Sie sprechen den Sorani-Dialekt. Daneben gibt es Araber, Turkmenen und Aramäer als Minderheit. Über 99 Prozent der Einwohner sind Muslime.

## Gliederung
Bekannte Städte des Gouvernements sind Sulaimaniyya, Dschamdschamāl, Ranya und Penjwin.

### Distrikte
Die Distrikte des Gouvernements sind:
- Darbandikhan
- Dschamdschamāl
- Dukan
- Kalar
- Khanaqin (umstritten)
- Kifri (umstritten)
- Mawet
- Penjwin
- Pishdar
- Qaradagh
- Ranya
- Saidsadiq
- Schahrazor
- Sharbazer
- Sulaimaniyya

Ausgliederung Halabdschas 2014
Im Jahr 2014 wurde der Distrikt Halabdscha vom Gouvernement ausgegliedert und zum gleichnamigen Gouvernement Halabdscha zusammengeführt.

## Sicherheitslage nach dem Golfkrieg 2003
Das Gouvernement gilt nach wie vor als eines der sichersten im Irak, mit praktisch keinen islamistischen Anschlägen. Als Gründe hierfür werden von den lokalen Behörden genannt:
- Erfahrene Behörden im Umgang mit islamistischen Terroristen und Baath-Anhängern
- Exzellente Informationsbeschaffung durch gute Geheimdienste und Hilfe durch die Bevölkerung
- Sehr homogene Bevölkerung (Kurden), daher wenig Gefahr, dass auswärtige Attentäter von Einheimischen gedeckt werden könnten
- Durch die Lage in den Bergen nur zwei Zufahrtsstraßen, die leicht zu kontrollieren sind

## Tourismus
Sulaimaniyya erfreut sich insbesondere im Frühling und Sommer eines großen Zustroms an irakischen Binnentouristen. Das auch im Sommer erträgliche Bergklima und die für irakische Verhältnisse ausgezeichnete Sicherheitslage sind wohl die Hauptargumente. Außerdem ist die Gegend landschaftlich reizvoll. Beliebte Ausflugsziele sind der Dukan-See oder der Darbandichan-See.

## Galerie

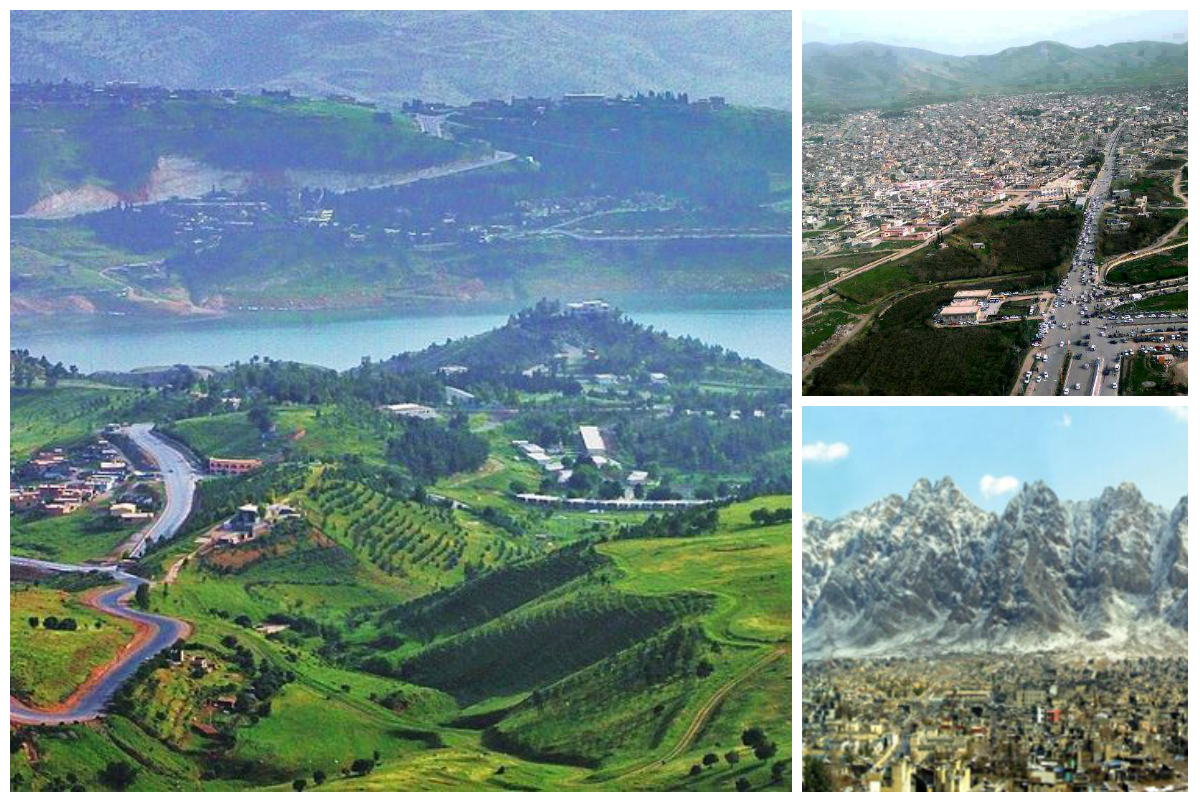
Im Uhrzeigersinn, von links: Slemani mit dem Dukan-See, Halabdscha und Ranya
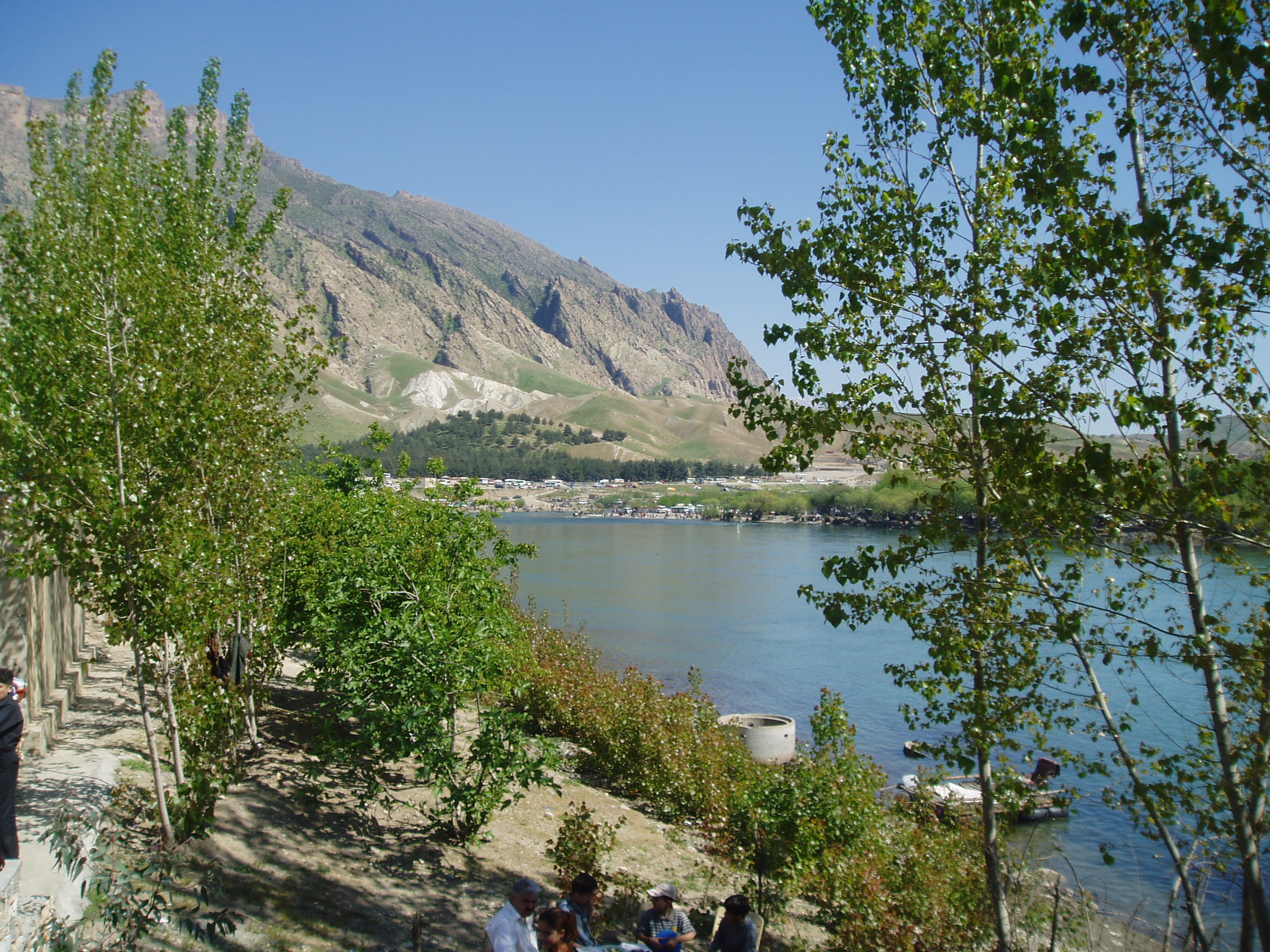
Frühlingsstimmung am Dokan-Fluss, nahe der Stadt Sulaimaniya